# Louis Martel

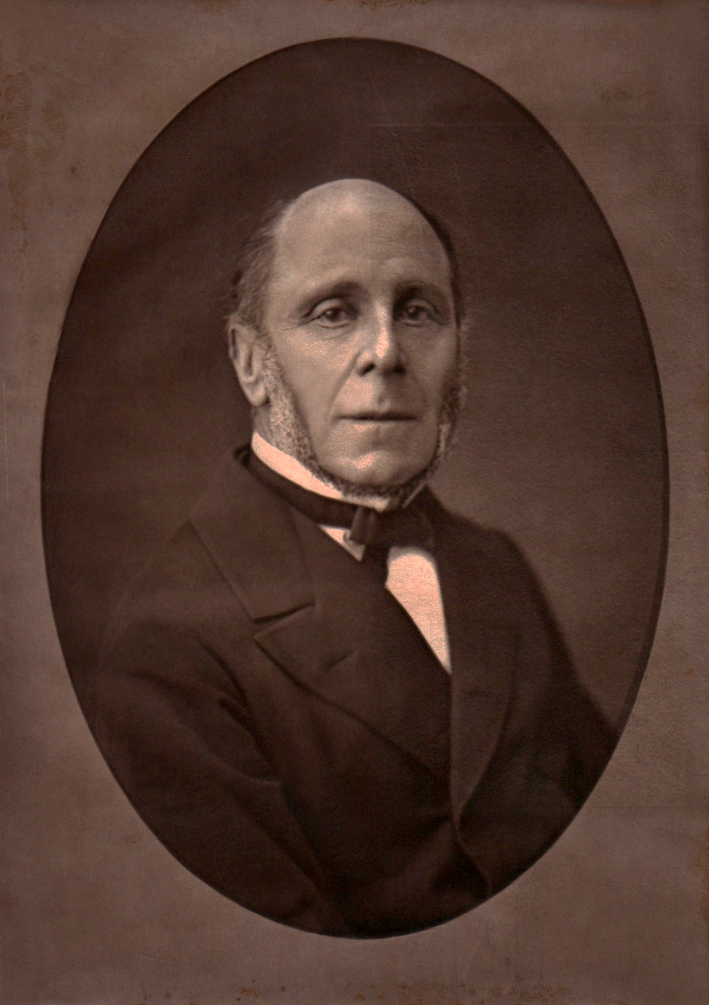
Louis Martel

Louis Joseph Martel (* 13. September 1813 in Saint-Omer, Département Pas-de-Calais; † 4. März 1892 in Évreux, Département Eure) war ein französischer Politiker.

## Biografie
Nach dem Studium der Rechtswissenschaft wurde der Doktor der Rechte Rechtsanwalt und danach Beamter in der Magistratsverwaltung. Nach einer Tätigkeit als Richter am Tribunal von Saint-Omer wurde er am 13. Mai 1849 Abgeordneter und vertrat als Mitglied der Droite orléaniste bis zum Staatsstreich vom 2. Dezember 1851 die Interessen von Pas-de-Calais.
Nach dem Staatsstreich kehrte er ins Privatleben zurück und war wiederum als Rechtsanwalt tätig, ehe er zwischen Mai 1863 und September 1870 als Repräsentant von Pas-de-Calais Mitglied der Legislativversammlung war. Zunächst vertrat er bis April 1869 die Partei von Adolphe Thiers und war danach Mitglied der Mitte-links-Fraktion (Centre-Gauche).
Nach Gründung der Dritten Französischen Republik wurde er am 8. Februar 1871 Mitglied der Abgeordnetenkammer und vertrat dort bis zum 8. Dezember 1875 das Département Pas-de-Calais.
Nach seinem Ausscheiden aus der Deputiertenkammer wurde er am 1. Januar 1875 als Sénateur inamovible Mitglied des Senats und gehörte diesem bis zu seinem Tode an.
Während dieser Zeit war er vom 12. Dezember 1876 bis zum 17. Mai 1877 Justizminister in der Regierung von Premierminister Jules Simon. Zugleich war er als Minister für Religion zuständig.
Außerdem war er vom 15. Januar 1879 bis zum 25. Mai 1880 Präsident des Senats.